# Gustavo Tsuboi
Gustavo Tsuboi (* 31. Mai 1985 in São Paulo) ist ein brasilianischer Tischtennisspieler. Er nahm 2008, 2012, 2016 und 2021 an den Olympischen Spielen sowie bisher an 14 Weltmeisterschaften teil.

## Werdegang
In der ITTF-Weltrangliste, in die er auf Platz 377 einstieg, wurde er erstmals im September 2002 geführt, ab 2003 nahm er an Turnieren im Erwachsenenbereich teil. In diesem Jahr gewann er bei den Panamerikanischen Spielen Silber im Doppel und bei den Lateinamerikameisterschaften Bronze im Einzel und im Doppel. Bei den Lateinamerikameisterschaften 2005 gewann er erneut Bronze im Doppel und war Teil der brasilianischen Mannschaft, die die Goldmedaille holen konnte. Im Jahr darauf folgte seine erste Teilnahme an Weltmeisterschaften, bei denen er seitdem jedes Mal vertreten war (Stand 2017); das brasilianische Team erreichte dort Platz 19 und bei den Panamerikanischen Spielen 2007 den ersten Platz. Auch die Lateinamerikameisterschaften 2007 gestalteten sich für Tsuboi erfolgreich, es gab wieder Gold mit der Mannschaft und drei Bronzemedaillen im Einzel, Doppel und Mixed. Dieses Ergebnis verbesserte er 2008 noch, indem er im Doppel Silber gewann und in den übrigen Wettbewerben dieselben Resultate erzielte wie 2007. 2008 war er auf der World Tour zudem erstmals außerhalb Amerikas unterwegs, nahm zum ersten Mal an den Olympischen Spielen teil und gewann durch die Halbfinalteilnahme im Doppel bei den Brazilian Open seine erste Medaille auf der World Tour.
2009 war Tsuboi nur wenig international aktiv, erreichte bei der Weltmeisterschaft aber im Doppel das Achtelfinale, seine bis dahin beste Platzierung. 2010 kam er bei den Lateinamerikameisterschaften zum dritten Mal ins Halbfinale und gewann mit der Mannschaft zum vierten Mal Gold. Zudem kletterte er in der Weltrangliste bis auf Platz 101 – mit Platz 103 im Juni 2010 war er zum ersten Mal bestplatzierter Brasilianer vor Thiago Monteiro –, einen Platz unter den besten 100 erreichte er aber erst im Jahr 2011, als er bei den Chile Open seine erste Einzel-Medaille auf der World Tour gewann (Bronze), beim Lateinamerika-Cup siegte und sich somit erstmals für den World Cup qualifizieren konnte. 2012 folgte die zweite Teilnahme an den Olympischen Spielen, bei denen er im Einzel allerdings erneut in der ersten Runde ausschied. An den Lateinamerikameisterschaften 2013 nahm Tsuboi nicht teil, in diesem Jahr gelang ihm allerdings erneut der Sprung unter die besten 100 der Welt, wo er sich nun für längere Zeit etablieren konnte; beim Lateinamerika Cup gelangte er bis ins Halbfinale, genau wie im Jahr darauf. 2014 holte er außerdem zum sechsten Mal Gold mit der Mannschaft bei den Lateinamerikameisterschaften, in deren Individualwettbewerben er zudem zweimal Silber und einmal Gold gewann. Mit dem Team spielte er bei der Weltmeisterschaft zum ersten Mal in der Championship Division, in der Weltrangliste erreichte er im November mit Platz 33 seine vorläufige Bestmarke. Zur Saison 2014/15 schloss er sich dem deutschen Bundesligisten TTC Schwalbe Bergneustadt an.
Bei den Lateinamerikameisterschaften 2015 fehlte Tsuboi erneut, er gewann bei den Panamerikanischen Spielen aber Silber im Einzel sowie Gold im Team und konnte zum zweiten Mal den Lateinamerika Cup gewinnen. Dadurch ermöglichte er sich seine zweite Teilnahme am World Cup, bei dem er bei Spiel- und Satzgleichheit durch seine leicht bessere Punktdifferenz in die Hauptrunde einzog – er hatte 131:129 Bälle, der Zweite Omar Assar 128:127 und der Dritte Tiago Apolónia 122:125 – und durch einen Sieg über Tang Peng das Viertelfinale erreichte. 2016 nahm er weder an der Lateinamerikameisterschaft noch am Lateinamerika Cup teil, bei der Weltmeisterschaft konnte er sich mit der Mannschaft aber für die nächste WM wieder für die Championship Division qualifizieren. Im August folgte seine dritte Teilnahme an Olympischen Spielen, im Einzel schied er aber erneut bereits in der ersten Runde aus. Nachdem er in der Bundesliga in der Saison 2015/16 nur dreimal eingesetzt worden war, verließ er den TTC Schwalbe Bergneustadt wieder und schloss sich dem polnischen Verein PKS Kolping Frac Jarosław an. Ende 2016 gewann er im Doppel mit Hugo Calderano nach Siegen unter anderem über die späteren Vize-Weltmeister von 2017, Masataka Morizono und Yūya Ōshima, sowie über die amtierenden Europameister Patrick Franziska und Jonathan Groth die Swedish Open und damit seine erste Goldmedaille auf der World Tour. Zur Saison 2017/18 wechselte er innerhalb Polens zu Fibrain G2A AZS Politechnika Rzeszów. In Abwesenheit Calderanos konnte Tsuboi außerdem den Panam Cup 2017 gewinnen und sich damit zum dritten Mal für den World Cup qualifizieren. Mit der brasilianischen Mannschaft schlug er bei der WM 2018 unter anderem Vize-Europameister Portugal und erreichte überraschend das Viertelfinale, das gegen Deutschland verloren ging. Zur Saison 2018/19 wechselte er wieder in die Bundesliga zu Werder Bremen, ein Jahr später zum TTC Neu-Ulm. 2020 folgte der Wechsel zum Aufsteiger TTC OE Bad Homburg.

## Turnierergebnisse
| Verband | Veranstaltung               | Jahr | Ort               | Land | Einzel        | Doppel        | Mixed      | Team          |
| ------- | --------------------------- | ---- | ----------------- | ---- | ------------- | ------------- | ---------- | ------------- |
| BRA     | ITTF Challenge Series       | 2019 | Asunción          | PAR  | letzte 16     | Halbfinale    |            |               |
| BRA     | ITTF Challenge Series       | 2019 | Otočec            | SLO  | letzte 32     | Gold          |            |               |
| BRA     | ITTF Challenge Series       | 2018 | Otočec            | SLO  | Viertelfinale | Halbfinale    |            |               |
| BRA     | ITTF Challenge Series       | 2017 | São Paulo         | BRA  | Halbfinale    | Gold          |            |               |
| BRA     | ITTF World Tour             | 2019 | Olmütz            | CZE  | letzte 32     | Qual.         | Halbfinale |               |
| BRA     | ITTF World Tour             | 2016 | Stockholm         | SWE  | letzte 64     | Gold          |            |               |
| BRA     | ITTF World Tour             | 2015 | Doha              | QAT  | Qual.         | Silber        |            |               |
| BRA     | ITTF World Tour             | 2014 | Santos            | BRA  | Silber        |               |            |               |
| BRA     | ITTF World Tour             | 2013 | Santos            | BRA  | Silber        |               |            |               |
| BRA     | ITTF World Tour             | 2012 | Jekaterinburg     | RUS  | letzte 16     | Halbfinale    |            |               |
| BRA     | ITTF World Tour             | 2012 | Santos            | BRA  | Viertelfinale | Halbfinale    |            |               |
| BRA     | ITTF Pro Tour               | 2011 | Santiago de Chile | CHI  | Halbfinale    | Viertelfinale |            |               |
| BRA     | ITTF Pro Tour               | 2008 | Yokohama          | JPN  |               |               |            | 3. Platz      |
| BRA     | ITTF Pro Tour               | 2008 | Belo Horizonte    | BRA  | letzte 32     | Halbfinale    |            |               |
| BRA     | Panamerika Cup              | 2020 | Guaynabo          | PUR  | Silber        |               |            |               |
| BRA     | Panamerika Cup              | 2019 | Guaynabo          | PUR  | 3. Platz      |               |            |               |
| BRA     | Panamerika Cup              | 2018 | Asunción          | PAR  | Silber        |               |            |               |
| BRA     | Panamerika Cup              | 2017 | San José          | CRC  | Gold          |               |            |               |
| BRA     | Lateinamerika Cup           | 2015 | Havanna           | CUB  | Gold          |               |            |               |
| BRA     | Lateinamerika Cup           | 2014 | Asuncion          | PAR  | Halbfinale    |               |            |               |
| BRA     | Lateinamerika Cup           | 2013 | Santo Domingo     | DOM  | Halbfinale    |               |            |               |
| BRA     | Lateinamerika Cup           | 2011 | Rio de Janeiro    | BRA  | Gold          |               |            |               |
| BRA     | Panamerikameisterschaft     | 2021 | Lima              | PER  | letzte 16     |               |            | Gold          |
| BRA     | Lateinamerikameisterschaft  | 2014 | Santo Domingo     | DOM  | Silber        | Halbfinale    | Silber     | Gold          |
| BRA     | Lateinamerikameisterschaft  | 2012 | Rio de Janeiro    | BRA  |               |               |            | Gold          |
| BRA     | Lateinamerikameisterschaft  | 2010 | Cancun            | MEX  | Halbfinale    |               |            | Gold          |
| BRA     | Lateinamerikameisterschaft  | 2008 | Santo Domingo     | DOM  | Halbfinale    | Silber        | Halbfinale | Gold          |
| BRA     | Lateinamerikameisterschaft  | 2007 | Guarulhos         | BRA  | Halbfinale    | Halbfinale    | Halbfinale | Gold          |
| BRA     | Lateinamerikameisterschaft  | 2005 | Punta Del Este    | URU  | Viertelfinale | Halbfinale    |            | Gold          |
| BRA     | Lateinamerikameisterschaft  | 2003 | El Salvador       | ESA  | 3. Platz      | Halbfinale    |            |               |
| BRA     | Olympische Spiele           | 2021 | Tokio             | JPN  | letzte 16     |               |            | Viertelfinale |
| BRA     | Olympische Spiele           | 2016 | Rio de Janeiro    | BRA  | letzte 64     |               |            | letzte 16     |
| BRA     | Olympische Spiele           | 2012 | London            | ENG  | letzte 128    |               |            | 9             |
| BRA     | Olympische Spiele           | 2008 | Peking            | CHN  | letzte 128    |               |            | 13            |
| BRA     | Panamerikanische Spiele     | 2019 | Lima              | PER  | letzte 16     | Gold          | Silber     | Halbfinale    |
| BRA     | Panamerikanische Spiele     | 2015 | Markham           | CAN  | Silber        |               |            | Gold          |
| BRA     | Panamerikanische Spiele     | 2011 | Guadalajara       | MEX  |               |               |            | Gold          |
| BRA     | Panamerikanische Spiele     | 2007 | Rio de Janeiro    | BRA  | Viertelfinale |               |            | Gold          |
| BRA     | Panamerikanische Spiele     | 2003 | Santo Domingo     | DOM  | Viertelfinale | Silber        |            |               |
| BRA     | Weltmeisterschaft           | 2021 | Houston           | USA  | letzte 64     | letzte 64     |            |               |
| BRA     | Weltmeisterschaft           | 2019 | Budapest          | HUN  | letzte 128    | letzte 32     | letzte 64  |               |
| BRA     | Weltmeisterschaft           | 2018 | Halmstad          | SWE  |               |               |            | Viertelfinale |
| BRA     | Weltmeisterschaft           | 2017 | Düsseldorf        | GER  | letzte 128    | letzte 16     |            |               |
| BRA     | Weltmeisterschaft           | 2016 | Kuala Lumpur      | MAS  |               |               |            | 26            |
| BRA     | Weltmeisterschaft           | 2015 | Suzhou            | CHN  | letzte 64     | letzte 16     | letzte 64  |               |
| BRA     | Weltmeisterschaft           | 2014 | Tokio             | JPN  |               |               |            | 17            |
| BRA     | Weltmeisterschaft           | 2013 | Paris             | FRA  | letzte 64     | letzte 32     | letzte 32  |               |
| BRA     | Weltmeisterschaft           | 2012 | Dortmund          | GER  |               |               |            | 28            |
| BRA     | Weltmeisterschaft           | 2011 | Rotterdam         | NED  | letzte 64     | letzte 64     | letzte 128 |               |
| BRA     | Weltmeisterschaft           | 2010 | Moskau            | RUS  |               |               |            | 30            |
| BRA     | Weltmeisterschaft           | 2009 | Yokohama          | JPN  | letzte 128    | letzte 16     | letzte 128 |               |
| BRA     | Weltmeisterschaft           | 2008 | Guangzhou         | CHN  |               |               |            | 29            |
| BRA     | Weltmeisterschaft           | 2007 | Zagreb            | CRO  | letzte 128    | letzte 64     | letzte 64  |               |
| BRA     | Weltmeisterschaft           | 2006 | Bremen            | GER  |               |               |            | 19            |
| BRA     | World Cup                   | 2020 | Weihai            | CHN  | 17.–21. Platz |               |            |               |
| BRA     | World Cup                   | 2018 | Paris             | FRA  | letzte 16     |               |            |               |
| BRA     | World Cup                   | 2017 | Lüttich           | BEL  | letzte 16     |               |            |               |
| BRA     | World Cup                   | 2015 | Halmstad          | SWE  | Viertelfinale |               |            |               |
| BRA     | World Cup                   | 2011 | Paris             | FRA  | 9.–12. Platz  |               |            |               |
| BRA     | WTC-World Team Cup          | 2019 | Tokio             | JPN  |               |               |            | Viertelfinale |
| BRA     | WTC-World Team Cup          | 2018 | London            | ENG  |               |               |            | Viertelfinale |
| BRA     | WTC-World Team Cup          | 2013 | Guangzhou         | CHN  |               |               |            | 5. Platz      |
| BRA     | WTC-World Team Cup          | 2011 | Magdeburg         | GER  |               |               |            | 5. Platz      |
| BRA     | WTC-World Team Cup          | 2010 | Dubai             | UAE  |               |               |            | 5. Platz      |
| BRA     | WTC-World Team Cup          | 2009 | Linz              | AUT  |               |               |            | 9. Platz      |
| BRA     | World Junior Circuit        | 2003 | Sao Paulo         | BRA  | Silber        |               |            |               |
| BRA     | World Junior Circuit        | 2003 | Kairo             | EGY  | Gold          |               |            |               |
| BRA     | World Junior Circuit        | 2002 | Lima              | PER  | Gold          |               |            |               |
| BRA     | World Junior Circuit Finals | 2003 | Genting           | MAS  | Viertelfinale |               |            |               |
| BRA     | World Junior Circuit Finals | 2002 | Stockholm         | SWE  | Halbfinale    |               |            |               |